# TSV Hertha Walheim
Der TSV Hertha Walheim (offiziell: Turn und Sportverein Hertha Walheim e. V.) ist ein Sportverein aus Walheim, einem südlichen Stadtteil von Aachen.

## Sportarten
Der Verein bietet neben Badminton, Basketball, Judo und Tennis auch Fußball an.
Im Fußballbereich hatte der Verein zwei Herren- und elf Juniorenmannschaften. Die 1. Fußballmannschaft spielte in der Saison 2014/15 in der Mittelrheinliga, stieg allerdings am Saisonende ab. Die zweite Mannschaft spielte in der Bezirksliga. Nach dem Ende der Saison 2020/2021 wurde der Spielbetrieb im Fußball eingestellt.
Die Judomannschaft startet seit 1995 ununterbrochen in der ersten oder zweiten Judo-Bundesliga.

## Sportanlagen
Der Verein verfügt über einen Naturrasen- und einen Kunstrasenplatz sowie über eine eigene Judohalle.